# Bassoles-Aulers
Bassoles-Aulers – miejscowość i gmina we Francji, w regionie Hauts-de-France, w departamencie Aisne.
Według danych na styczeń 2014 roku gminę zamieszkiwało 138 osób, a gęstość zaludnienia wynosiła 19,4 osób/km².